# خولیو مارتینز (بازیکن فوتبال، زاده ۲۰۰۰)
خولیو مارتینز (انگلیسی: Julio Martínez؛ زادهٔ ۲ نوامبر ۲۰۰۰) بازیکن فوتبال اهل اسپانیا است.
از باشگاه‌هایی که در آن بازی کرده‌است می‌توان به باشگاه فوتبال مالاگا اشاره کرد.